# Karl-Heinz Liebl

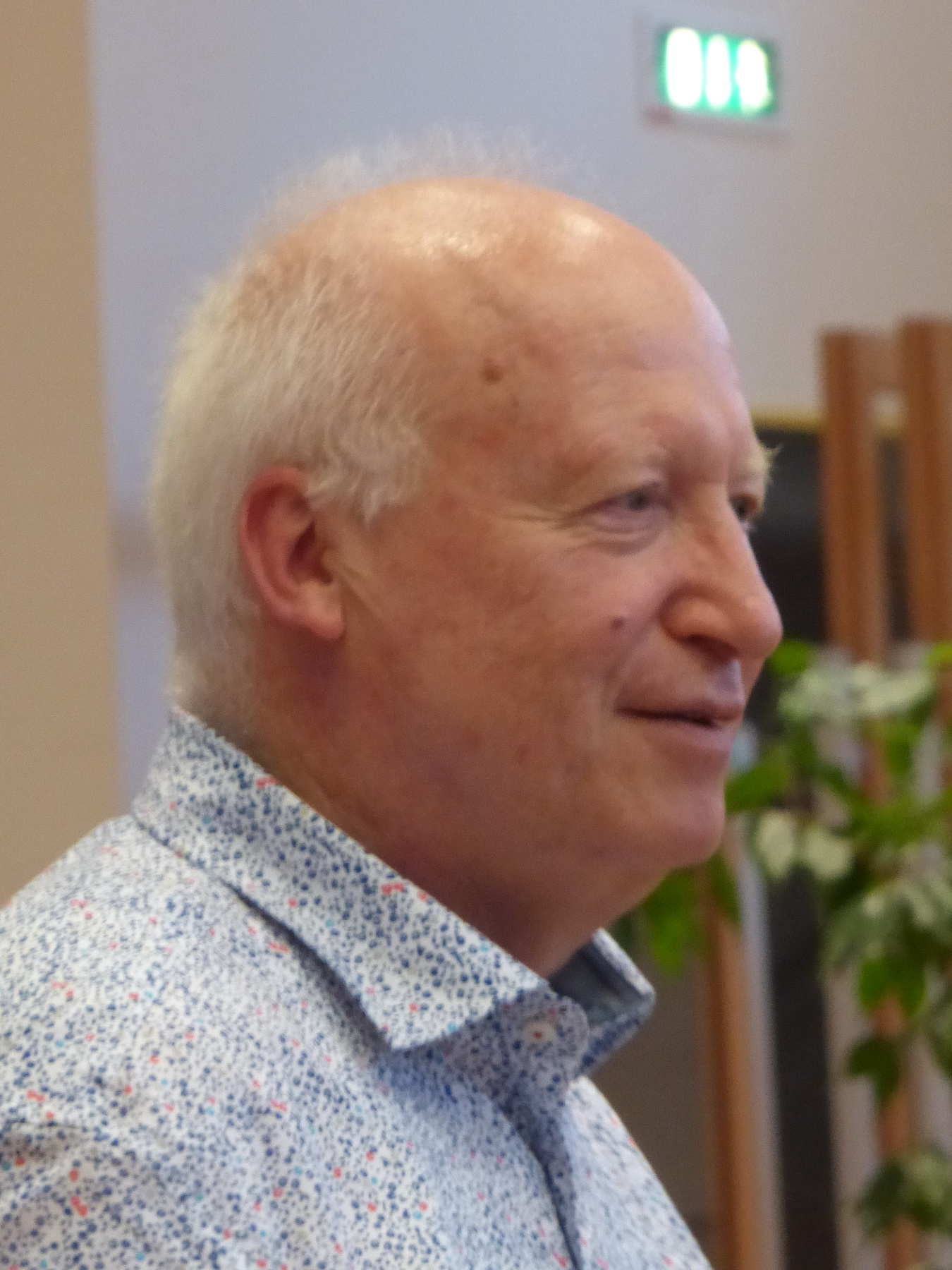
Karl-Heinz Liebl im Juli 2018

Karl-Heinz Liebl (* 4. Februar 1953) war bis 2018 an der Seite von Domkapellmeister Roland Büchner hauptamtlicher Chorleiter und Stimmbildner bei den Regensburger Domspatzen.
Nach seiner Zeit als Schüler am Musikgymnasium der Regensburger Domspatzen zur Zeit von Domkapellmeister Georg Ratzinger studierte Karl-Heinz Liebl an der erziehungswissenschaftlichen Fakultät in München und an der Fachakademie für Kirchenmusik und Musikerziehung in Regensburg (heute Hochschule für Katholische Kirchenmusik und Musikpädagogik), an der er auch seine Examen und staatliche Prüfungen im Fach Konzertgesang und Stimmbildung ablegte. Nach seinem Studium kehrte Liebl 1976 als Chorleiter und Stimmbildner zu den Domspatzen zurück und gestaltete seitdem regelmäßig – abwechselnd mit den anderen Chorgruppen der Domspatzen – mit seinem Chor die Gottesdienste im Dom St. Peter zu Regensburg. Darüber hinaus leitete Liebl eine Vielzahl von Konzerten und Fernsehauftritten der Domspatzen in Regensburg und an zahlreichen anderen Orten im In- und Ausland.
Karl-Heinz Liebl führte die Domspatzen auch schon mehrmals zu Auslandsreisen nach Ostasien. In seiner Tätigkeit bei den Domspatzen war er mehr als 30 Jahre Mitglied im Nationalkomitee Pueri Cantores.
2015 gründete er den Pueri-Cantores-Diözesanverband Regensburg und fungiert seitdem im Vorstand.
Am 22. Juli 2018 dirigierte Liebl sein letztes Domamt als aktiver Chorleiter. Es sang ein Männerchor aus über 200 seiner ehemaligen und aktuellen Sänger. Sein langjähriger Freund, der damalige Eichstätter Domkapellmeister Christian Heiß (seit 2019 Domkapellmeister in Regensburg), hatte zu diesem Zweck eigens eine Motette mit dem Titel Cantate Domino komponiert. Sein Nachfolger ist Max Rädlinger.
Heute leitet er das Vokalensemble Passero, ein Männerchor aus größtenteils ehemaligen Regensburger Domspatzen und ist deren Vorstand.
Außerdem ist er als Schulcoach für LifeKinetik bei den Domspatzen tätig.

## Ehrungen
- Ambrosius-Medaille des Allgemeinen Cäcilien-Verbandes (2018)[1]